# A Free Agent
A Free Agent est le 23e épisode de la saison 1 de la série Espionage.

## Synopsis
Un ancien espion rencontre une ancienne espionne, ils se marient, mais il est Britannique et elle est Russe. Les laissera-t-on tranquilles ?

## Fiche technique
- Titre original : A Free Agent
- Réalisation : Michael Powell
- Scénario : Leo Marks
- Direction artistique : Tony Woollard
- Décors : Peter Russell
- Costumes : Jackie Cummins
- Photographie : Geoffrey Faithfull
- Son : Cyril Swern
- Montage : John Victor-Smith
- Musique : Benjamin Frankel
- Production : George Justin
- Production exécutive : Herbert Hirschman
- Production associée  : John Pellatt
- Société de production : Herbert Brodkin Ltd, Associated TeleVision
- Société de distribution : National Broadcasting Company
- Pays d’origine :  Royaume-Uni,  États-Unis
- Langue originale : anglais
- Format : noir et blanc — 35 mm — 1,33:1 — son Mono
- Durée : 60 minutes
- Date de sortie : Royaume-Uni : 21 mars 1964

## Distribution
- Anthony Quayle : Philip
- Siân Phillips : Anna
- Norman Foster : Max
- George Mikell : Peter
- John Wood : Douglas
- John Abineri : l'employé municipal
- Ernst Walder : le mécanicien dans l'usine d'horlogerie
- Gertan Klauber : l'aubergiste
- Jan Conrad : le chef mécanicien
- Vivienne Drummond : Miss Weiss